# Karrar Jassim
Karrar Jassim Mohammed al-Mahmoudi, född 11 juni 1987 i Najaf, är en irakisk fotbollsspelare som sedan 2015 spelar för al-Naft och det irakiska landslaget.

## Karriär

### Klubblag
Efter att ha startat karriären i Najaf så värvades Jassim i juni 2007 till al-Wakrah i Qatar. 2009 skrev han på för den iranska klubben Tractor Sazi, där han hamnade i blåsväder efter att ha slagit till en assisterande domare. Straffet sattes till nio matchers avstängning, men minskades senare till tre matcher. I maj 2011 bröt Tractor Sazi kontraktet då man ansåg att Jassim hade haft ett respektlöst beteende mot domare.
4 juni 2011 stod det klart att Jassims nya klubb blir Esteghlal. Han lämnade efter en säsong men återkom till klubben i juli 2014. Klubben och spelaren kom dock överens om att bryta kontraktet i november 2015 efter att Estghlal hamnat i ekonomiska bekymmer.

### Landslag
Karrar Jassim gjorde debut för Iraks landslag under 2007, samma år var han med om att vinna Asiatiska mästerskapet. Där gjorde han även ett mål i gruppspelsmatchen mot Australien som Irak vann med 3-1. Han gjorde även mål i Asiatiska mästerskapet 2011 med ett avgörande mål mot Nordkorea.

## Meriter
Irak
- Asiatiska spelen
  - Silver: 2006
- Asiatiska mästerskapet
  - Guld: 2007
- Arabiska mästerskapet
  - Brons: 2012